# Jump blues
Genres associés
Boogie woogie, swing, rhythm and blues, blues
Le jump blues est un genre de blues caractérisé par un tempo élevé orchestré pour des big bands. Il est caractérisé par des adaptations musicales swing, un rythme insistant, les vocaux syncopés et énergétiques, et les chansons aux paroles racées et comiques. L'instrument le plus important dans le jump blues était le saxophone ; la guitare y figurait seulement comme instrument rythmique.
Les premiers efforts dans ce genre sont parus pendant les années 1930, et le genre atteint un sommet de popularité pendant les années 1940 et 1950. Les artistes les mieux connus de ce genre était Wynonie Harris, Louis Jordan, et Big Joe Turner. Le genre, populaire dans les années 1940, est précurseur du rhythm and blues et du rock 'n' roll.

## Origines

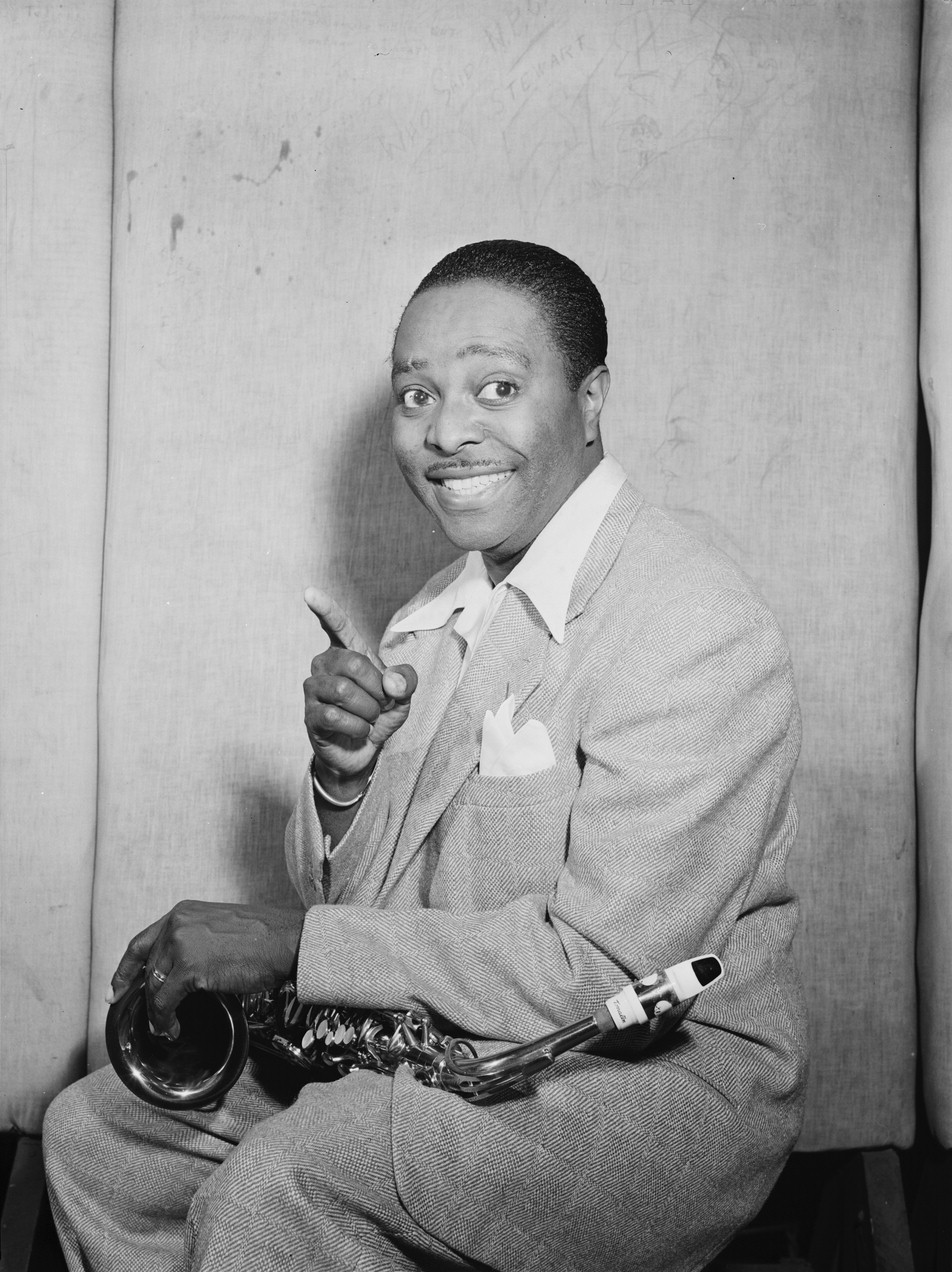
Louis Jordan en 1946.

Le jump est lancé par des big bands comme ceux de Lionel Hampton et Lucky Millinder. Ces premiers groupes des années 1940 produisent des musiciens comme Louis Jordan, Jack McVea, Earl Bostic, et Arnett Cobb. Le blues et le jazz font partie du même monde musical, et chacun adopte les éléments de l'autre. Les groupes de jump blues comme Tympany Five(en) , popularisé en même temps que le revirement du boogie-woogie, contribuent significativement au genre.
Lionel Hampton fait paraître un big band blues, Flying Home, en 1942. Avec un morceau de saxophone ténor joué par Illinois Jacquet, la chanson devient un hit dans la catégorie « musique raciale ». Après sa publication, cependant, Billboard décrit la chanson comme « inhabituellement swing. »

## Artistes représentatifs
Les artistes représentatifs du genre comprennent notamment : Brian Setzer, Jackie Brenston, Roy Brown, Tiny Grimes, Wynonie Harris, Louis Jordan, Smiley Lewis, Jimmy Liggins, Joe Liggins, Jimmy Nelson, Johnny Otis, Big Joe Turner, T-Bone Walker, Paul Williams, et Jim Wynn.